# Meauzac
Meauzac település Franciaországban, Tarn-et-Garonne megyében. Lakosainak száma 1464 fő (2022. január 1.). Meauzac Barry-d’Islemade, Labastide-du-Temple, Lafrançaise, La Ville-Dieu-du-Temple és Lizac községekkel határos.

## Népesség
A település népessége az elmúlt években az alábbi módon változott:
| Lakosok száma | 1333 | 1351 | 1374 | 1338 | 1343 | 1360 | 1385 | 1424 | 1464 |
|               | 2013 | 2015 | 2016 | 2017 | 2018 | 2019 | 2020 | 2021 | 2022 |